# Kiri Buru
Kiri Buru är en ort i Indien.   Den ligger i distriktet Kendujhar och delstaten Odisha, i den östra delen av landet, 1 100 km sydost om huvudstaden New Delhi. Kiri Buru ligger 466 meter över havet och antalet invånare är 9 719.
Terrängen runt Kiri Buru är kuperad åt nordväst, men åt sydost är den platt. Runt Kiri Buru är det ganska tätbefolkat, med 239 invånare per kvadratkilometer. Närmaste större samhälle är Bada Barabīl, 4,9 km nordost om Kiri Buru. I omgivningarna runt Kiri Buru växer huvudsakligen savannskog.